# Šime Ivić (hrvatski književnik)
Šime Ivić (negdje i kao Šimun) (1830. – 1903.) je bački hrvatski književnik iz Subotice. Pisao je prigodne pučke pjesme.
Svojim djelima je ušao u antologiju poezije bunjevačkih Hrvata iz 1971., sastavljača Geze Kikića, u izdanju Matice hrvatske.

## Djela
- Skupština na ćoši

Ovo njegovo najpoznatije djelo je ušlo u antologiju "Teška vrimena", zajedno s kazališnim komadima još 13 autora iz skupine podunavskih Hrvata. 

## Vanjske poveznice
- Antologija poezije bunjevačkih Hrvata  Arhivirana inačica izvorne stranice od 17. travnja 2008. (Wayback Machine)
- Zvonik br. 160  Arhivirana inačica izvorne stranice od 17. svibnja 2009. (Wayback Machine) ”Književno prelo”